# ان‌جی‌سی ۷۱۹۹
ان‌جی‌سی ۷۱۹۹ (انگلیسی: NGC 7199) یک کهکشان مارپیچی میله‌ای است که در صورت فلکی هندی واقع شده است. این کهکشان توسط ستاره شناس انگلیسی جان هرشل در سال ۱۸۳۵ کشف شد.